# Trovarsi
Trovarsi è una commedia in tre atti di Luigi Pirandello, composta nel luglio-agosto del 1932. Dedicata a Marta Abba che ne sarà interprete principale il 4 novembre 1932 al Teatro dei Fiorentini di Napoli. L'opera fu pubblicata nel 1932 dall'editore Arnoldo Mondadori Editore nella raccolta Maschere nude.

## Trama
Il problema di ciò che ciascuno di noi veramente sia, prescindendo da come gli altri lo vedano, e da come, in un certo senso, lo facciano essere, è questione difficile da risolversi; ma tanto più complessa per chi, come la Donata Genzi della commedia, per la sua professione di attrice, deve assumere, di volta in volta, l'identità dei vari personaggi rappresentati sul palcoscenico.
Si sa, del resto, che tanto più sarà bravo l'interprete quanto più capace di fare sua la stessa personalità del personaggio rappresentato, dimenticando la propria.
La giovane Nina quindi contesta all'amica attrice di vivere nella falsità di una finzione perché Donata interpreta con tutta se stessa,  anche personaggi dalle caratteristiche opposte. Risponde Donata che non si tratta di finta falsità ma che invece quella :«È tutta vita in noi. Vita che si rivela a noi stessi. Vita che ha trovato la sua espressione. Non si finge più, quando ci siamo appropriati questa espressione fino a farla diventare febbre dei nostri polsi...lacrime dei nostri occhi, o riso della nostra bocca...»
Ma quando la commedia finisce e cala il sipario, l'attrice di fronte allo specchio del suo camerino «non si trova più»; finita la vita del personaggio rappresentato non sa più chi essa sia. Nella vita quotidiana essa si sente persa, non sa come deve viverla.
È questo senso di vuoto che spinge Donata a cercare la morte convincendo il giovane Elj Nielsen ad avventurarsi nel mare in tempesta. La barca dove si trovano i due fa naufragio ma il coraggioso svedese riesce a salvare Donata e se stesso.  L'attrice si dona al giovane uomo con lo stesso slancio dei suoi personaggi ed Elj, dal carattere avventuroso e anticonformista, risponde appassionatamente alla profferta di Donata.
Il rapporto tra i due però s'incrina, perché Donata non riesce a rinunciare alla sua intensa vita teatrale: essa ha bisogno di completare la sua vita reale con quella, altrettanto reale per lei, del teatro.
Ma accade che sul palcoscenico Donata non riesca ad esprimere più la stessa bravura, perché ormai ha una vita propria e recitando si rende conto che è a quella che sta pensando, di riproporre cioè nel suo rapporto amoroso con Elj, la stessa scena che si svolge sul palcoscenico.
Elj, che per la prima volta assiste a una recita di Donata, capovolge invece la situazione: crede che Donata approfitti dei loro sentimenti vissuti realmente per riproporli sulla scena, per usarli nella sua recitazione: è come se li mettesse in piazza agli occhi degli spettatori.
Elj esce disgustato dal teatro ed ora Donata, separata dalla vita reale, può condurre a termine la commedia con grande bravura svolgendo sulla scena una finzione dell'amore, una finzione più reale della realtà.
Donata rinuncia alla propria vita per vivere quella più reale dei suoi personaggi: la vita per l'arte è una vita esclusiva che non consente altre forme di esistenza, esige una dedizione completa che avvolge l'artista nella sua superiore, disperata solitudine.

## Edizioni
- Luigi Pirandello, Maschere nude, a cura di Italo Borzi e Maria Argenziano, Newton Compton Editori, 2007